# Sielsowiet Czernawczyce
Sielsowiet Czernawczyce (biał. Чарнаўчыцкі сельсавет, Czarnauczycki sielsawiet; ros. Чернавчицкий сельсовет, Czernawczickij sielsowiet) – sielsowiet na Białorusi w obwodzie brzeskim, w północno-wschodniej części rejonu brzeskiego (na południe od Brześcia). 
Siedzibą administracyjną sielsowietu są Czernawczyce. Jednostka podziału administracyjnego znajduje się między sielsowietami Łyszczyce (Łyszczyce), Motykały (Motykały Wielkie), Czernie (Czernie) a sielsowietami rejonu kamienieckiego i żabineckiego.
W skład sielsowietu wchodzi 18 wsi (Bluwenicze, Chołmiczy, Czernawczyce, Czernaki, Drużba, Iwachnowicze, Kozłowicze, Kurnica Mała, Nianiewicze, Nieświło, Omelinka, Pokry, Skołdycze, Smuga, Sucharewicze Wielkie, Wistycze, Wólka, Zielaniec) i 1 przysiółek Sosnówka. 
Przez obszar sielsowietu przepływa rzeka Leśna, prawy dopływ Bugu.
W dwudziestoleciu międzywojennym miejscowości sielsowietu należały do gmin Motykały, Turna lub Kosicze w województwie poleskim II Rzeczypospolitej.